# The Prussian Cur
The Prussian Cur is een Amerikaanse oorlogsfilm uit 1918 onder regie van Raoul Walsh. De film is wellicht zoekgeraakt.

## Verhaal
Voor de Eerste Wereldoorlog heeft graaf von Bernstorff een spionagenetwerk opgezet in de Verenigde Staten. Aan het hoofd daarvan staat Otto Goltz en Wolff von Eidel. Ze lokken stakingen uit en ze zitten achter explosies in fabrieken. Otto trouwt met Lillian O'Grady, maar hij behandelt haar zo slecht dat ze eraan sterft. De jonge soldaat Dick Gregory, die verliefd is op de zus van Lillian, wreekt haar dood.

## Rolverdeling
| Acteur              | Personage             |
| ------------------- | --------------------- |
| Miriam Cooper       | Rosie O'Grady         |
| Sidney Mason        | Dick Gregory          |
| Horst von der Goltz | Otto Goltz            |
| Leonora Stewart     | Lillian O'Grady       |
| James A. Marcus     | Patrick O'Grady       |
| Pat O'Malley        | Jimmie O'Grady        |
| Walter McEwen       | Johann von Bernstorff |
| William Black       | Wolff von Eidel       |
| Ralph Faulkner      | Woodrow Wilson        |
| Walter Lawrence     | Keizer Wilhelm II     |
| Charles Reynolds    | Keizer Wilhelm I      |
| William Harrison    | Kroonprins Frederik   |
| James Hathaway      | Paul von Hindenburg   |
| Pat Hartigan        | Alfred von Tirpitz    |
| John E. Franklin    | James W. Gerard       |